# Franc3s
Franc3s var ett galicisk noiserockband från Carballo och Vilalba som grundades 2008. Gruppen splittrades 2013 efter har de publicerat ett studioalbum och två EP. De valde sitt namn för sin beundran för skådespelerskan Frances Farmer, sångaren Frances McKee (The Vaselines) och cirkusartisten Frances O’Connor.

## Diskografi

### Album
- 2011 – Franc3s (Los Enanos Gigantes)

### EP
- 2009 – Franc3s EP (självredigerad)
- 2008 – La exhibición de atrocidades (självredigerad)